# Milivoj Uzelac
Milivoj Uzelac (Mostar, 23. srpnja 1897. – Cotignac, Francuska, 6. lipnja 1977.), hrvatski slikar. 
Korijeni su mu iz smiljanskog kraja.
U Banjoj Luci pohađa gimnaziju, gdje upoznaje i druži se s Vilkom Gecanom, još jednim klasikom hrvatske moderne umjetnosti. Ondje počinje slikati, a 1912. godine s obitelji seli u Zagreb gdje povremeno pohađa Akademiju pod vodstvom Tomislava Krizmana i kasnije Otona Ivekovića. Nakon izbijanja Prvog svjetskog rata bježi od mobilizacije u Prag gdje radi s češkim slikarom Janom Preislerom. Tamo s još trojicom slikara (Vilko Gecan, Marijan Trepše i Vladimir Varlaj – formira Grupu četvorice, a i dolazi u doticaj s umjetnošću ekspresionizma u čijem stilu će njihova grupa najviše stvarati. Završetkom rata 1919. godine vraća se u Zagreb gdje s ostalim članovima družine redovito izlaže svoja djela na Proljetnom salonu. U tom razdoblju nastaju njegova najpoznatija remek-djela. 1923. godine seli se u Pariz gdje stječe visok ugled. U Francuskoj ostaje do svoje smrti.
1971. je u Modernoj galeriji u Zagrebu održana njegova prva retrospektivna izložba. Od 27. studenog 2008. do 11. siječnja 2009. u Umjetničkom paviljonu u Zagrebu održana je druga njegova retrospektivna izložba na kojoj su skupljene slike iz velikog broja galerija, privatnih zbiraka, kao i dosad njegovih nepoznatih djela.